# Dan (Kampfsport)

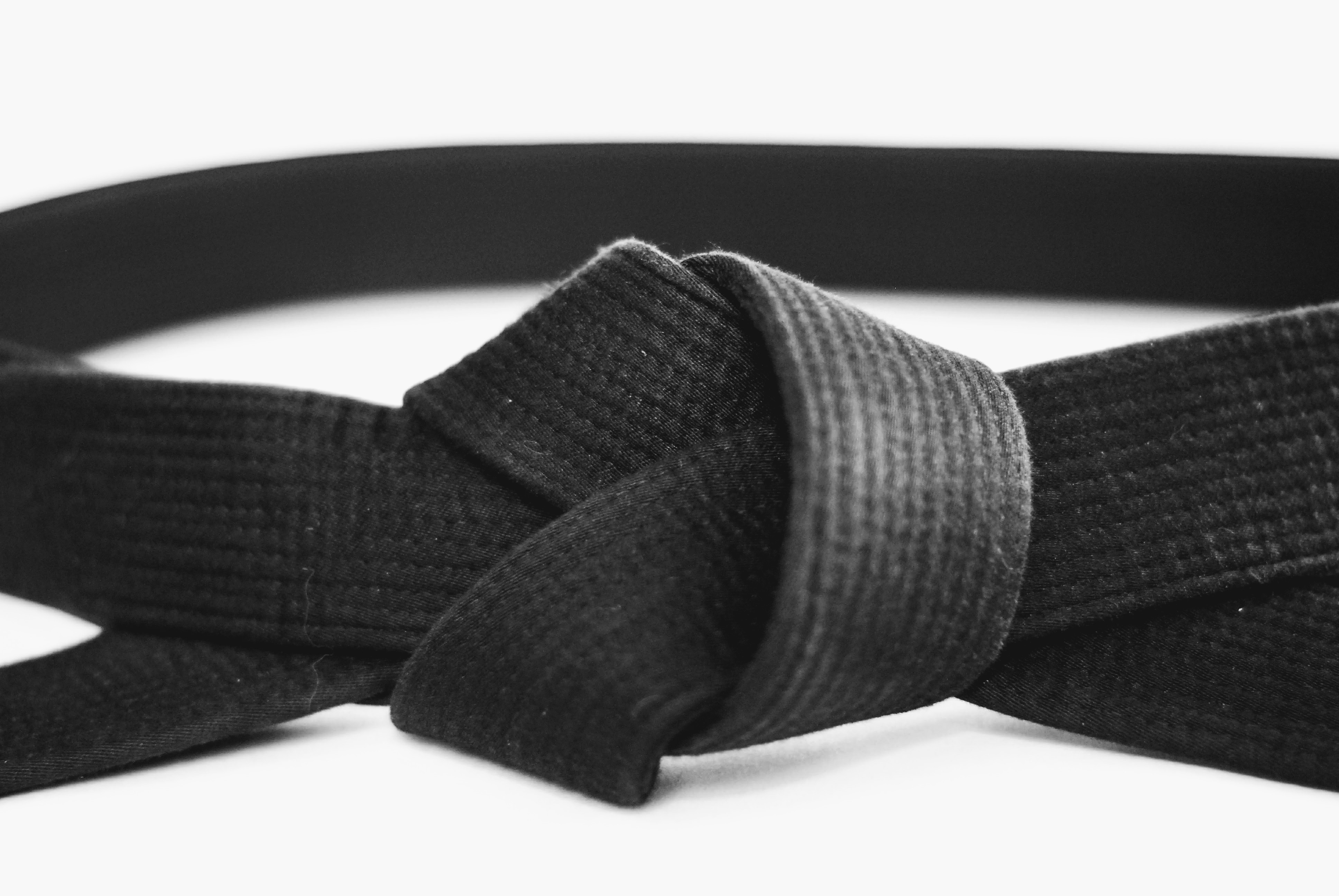
Schwarzer Gürtel mit Knoten

Der Dan (japanisch 段, wörtl.: „Stufe“, „Rang“, „Abschnitt“) stammt aus dem japanischen Budō und bezeichnet in vielen asiatischen Kampfkünsten einen Fortgeschrittenen- bzw. Meistergrad. Danträger bzw. Yūdansha (japanisch 有段者, wörtl. „Person mit Dan“) sind Personen, die einen Dan-Grad innehaben.
Der niedrigste Meistergrad (1. Dan) folgt auf den höchsten Schülergrad (jap. 1. Kyū). Die (Gürtel-)Prüfung zum 1. Dan kann im Allgemeinen ab dem vollendeten 18. Lebensjahr abgelegt werden. Der höchste Dan ist üblicherweise der 10. Dan.

## Japanische Grade
Die Aufteilung in zehn Meistergrade ist im Allgemeinen üblich bei japanischen Kampfkunst- bzw. Kampfsportarten. Dabei heißt Shodan wörtlich „Anfangsgrad“, die übrigen enthalten das entsprechende Zahlwort als Vorsilbe und heißen damit „Zweiter Grad“, „Dritter Grad“ usw.:
| Dan-Grad | Aussprache | Japanisch     |
| -------- | ---------- | ------------- |
| 01. Dan  | Shodan     | 初段 a        |
| 02. Dan  | Nidan      | 弐段 / 二段 b |
| 03. Dan  | Sandan     | 参段 / 三段 c |
| 04. Dan  | Yondan d   | 四段          |
| 05. Dan  | Godan      | 五段          |
| 06. Dan  | Rokudan    | 六段          |
| 07. Dan  | Nanadan e  | 七段          |
| 08. Dan  | Hachidan   | 八段          |
| 09. Dan  | Kyūdan     | 九段          |
| 10. Dan  | Jūdan      | 十段          |

### Geschichte

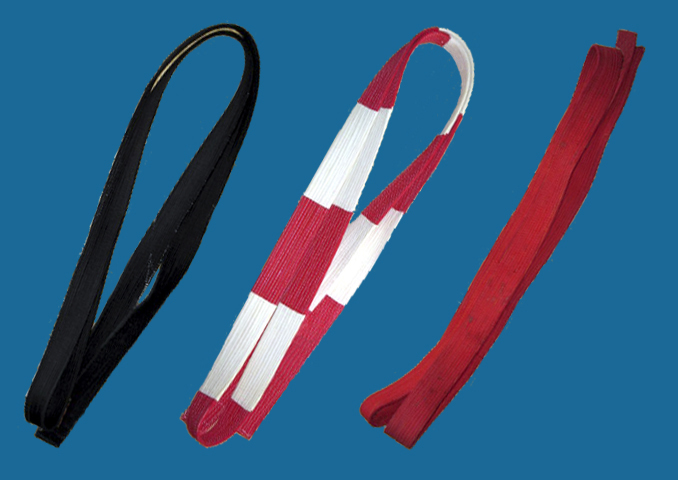
Die Gürtelfarben der Meistergrade im Budō

Das Kyū/Dan-Graduierungssystem entstand in Japan gegen Ende des 17. Jahrhunderts im Spiel Go. Anhand der unterschiedlichen Ränge wurde die Vorgabe für den schwächeren Spieler bestimmt.
Im 19. Jahrhundert implementierte Kanō Jigorō (Begründer des Judo) das Dan-System im Kampfsport. Etwa zur gleichen Zeit, ab 1880, wurden Kyū (im Judo) und Dan (im Kendō) verwendet. Im Judo dienten sie zur Dokumentation der Könnensstufe der Schüler. Im Kendō orientierte sich die Bezahlung der Kendō-Lehrer an ihrem Dan-Grad. Seit 1895 wurden die Kyū-Grade in Anlehnung an das deutsche Schulsystem des 19. Jahrhunderts geschaffen. Die alte Klassenhierarchie (Sexta, Quinta, Quarta, Tertia, Sekunda und Prima) drückt in Lateinisch nichts anderes aus als 6., 5., 4., 3., 2., 1. Klasse – denn das japanische Wort Kyū bedeutet „Klasse, Schüler“. In der Neuzeit haben einzelne Kampfkünste die ursprüngliche Anzahl von sechs Kyū ihren Vorstellungen entsprechend angepasst.

### Graduierungen heute
Heute wird das Dan-System neben dem Judo unter anderem auch im Iaidō, Jiu Jitsu, Kendō, Karate, Kyūdō, Hapkido, Taekwondo, Aikidō, Luta Livre, Brazilian Jiu-Jitsu und dem ursprünglich aus Judo, Aikidō und Karate entstandenen Ju-Jutsu sowie bei den Brettspielen Go und Shōgi verwendet. Im Iaido, Kyūdō, Kendō, Go und Shōgi werden jedoch keine Gürtel als Kennzeichen der Graduierung verwendet.
In den meisten „gürteltragenden“ Kampfkünsten werden die „Schwarzgurte“ (1. bis 5. Dan) aufgrund technischer Prüfungen verliehen. In vielen Kampfkünsten gelten die höheren Grade der Meisterschaft auch als „geistige“ Meisterschaft, bei der der Träger eines entsprechenden Dan beginnt, die intellektuellen Hintergründe, Werte und Einsichten, die ein Kampfsport bzw. eine Kampfkunst vermittelt, zu verinnerlichen.
Ein niedriger Dan-Grad wird in jüngeren Budō-Systemen mit dem Tragen eines schwarzen Gürtels (japanisch 黒帯, Kuro Obi) kenntlich gemacht. Die höheren Dan-Grade werden entweder ebenfalls mit einem schwarzen, oder auch mit einem rot-weißen (japanisch 紅白帯, Kohaku Obi), rot-schwarzen, weiß-blauen, roten (japanisch 赤帯, Aka Obi) oder wiederum weißen Gürtel (japanisch 白帯, Shiro Obi, entsprechend dem niedrigsten Schülergrad) gekennzeichnet. Letzteres begründet sich in der asiatischen Philosophie und soll symbolisieren, dass die Schüler- und Meistergrade einen geschlossenen Kreis, eine Harmonie bilden. Dies gilt allerdings oft nur theoretisch, denn in den meisten Kampfkünsten werden die höchsten Dan-Grade kaum oder gar nicht vergeben, da sie als Vollendung der Kunst angesehen werden.
Die Bedeutung des Wortes Dan (wörtlich „Stufe“) legt nahe, dass jeder Dan ein Schritt von vielen ist. In einigen Systemen gilt vielmehr, dass der 1. Dan lediglich die Befähigung darstellt, die eigentliche Kampfkunst zu erlernen, d. h. den Abschluss einer lediglich vorbereitenden Ausbildung markiert.
Beachtet werden sollte auch, dass es keine einheitlichen Kriterien für die Vergabe einer Dan-Graduierung gibt, weder sportartübergreifend, noch innerhalb der einzelnen Disziplinen. Ein 1. Dan Karate ist nicht gleichzusetzen mit einem 1. Dan Judo oder einem 1. Dan Kendō. Dies gilt ebenfalls innerhalb der Systeme, die sich in jeweils unterschiedliche Stilrichtungen gliedern, wie zum Beispiel Karate (Gōjū-Ryū, Shōtōkan, Shitō-Ryū, Wadō-Ryū, …) oder Aikidō (Aikikai, Iwama Ryu, DAB, …). Aufgrund abweichender Prüfungsinhalte bzw. Graduierungskriterien ist also beispielsweise ein 5. Dan Aikidō im Aikikai nicht identisch mit einem 5. Dan Aikidō, der im DAB oder einer anderen Stilrichtung vergeben wurde.
Ebenso ist nicht in allen Künsten festgelegt, wer eine Dan-Graduierung vergeben darf und auf welchem Weg dies erfolgt. Es gibt Graduierungen, die von einzelnen Meistern, die einer eigenen Stilrichtung vorstehen, vergeben werden, ebenso wie solche, die von einem Kollegium oder von Verbänden (z. B. Korporation Internationaler Danträger, Deutsches Dan-Kollegium etc.) vergeben werden. Graduierungen können aufgrund von technischen Prüfungen (vergleichbar einer Prüfung an einer Hochschule), oder aber durch Ernennung ohne explizite Prüfung vergeben werden.
Internationale Spitzenkämpfer in den Kampfkünsten, welche Wettbewerbe austragen, haben in der Regel höchstens den dritten Dan inne. Dies ergibt sich durch die Mindestvorbereitungszeiten zwischen den Dan-Prüfungen und somit auch durch das Alter der Kämpfer, das meist durch die Vorgaben und Anforderungen des Leistungssports für Aktive begrenzt wird.

### Ehrengrade
Die Verleihung von Dan-Gradierungen ehrenhalber wird in allen Budō-Disziplinen und -Verbänden unterschiedlich gehandhabt. Im Vordergrund steht die Ehrung der Arbeit des Betreffenden zugunsten der jeweiligen Disziplin, des zugrundeliegenden Lehrsystems oder auch dessen sportliche Leistungen.
- Im Aikikai-Verband des Aikidō ist es möglich, Ehrengrade zu verleihen, indem dem Geehrten bis zum 3. Dan-Grad ein Grad höher prüfungsfrei zugesprochen wird. Die Grade ab dem 5. Dan-Grad werden allesamt ehrenhalber für geleistete Tätigkeit verliehen, wobei der 10. Grad nur posthum zugesprochen wird.

## Chinesische Grade
In den meisten traditionellen chinesischen Kampfkünsten werden und wurden keine Graduierungssysteme verwendet; es gab jedoch auch in der Vergangenheit bereits verschiedene Graduierungssysteme, die in verschiedenen Kampfkünsten oder von offizieller Seite Verwendung fanden. Im Jahre 1998 stellten die Chinese Wushu Association, die Nationale Sportkommission und das Chinesische Wushu-Forschungsinstitut ein Graduierungssystem vor, das seitdem in verschiedenen Kampfkünsten und besonders im modernen Wushu angewendet wird. Dennoch hat das System lange nicht die Verbreitung wie das japanische Gürtelsystem.
In dem System wird die japanische Bezeichnung „Dan“ (jap. 段) als Synonym für das chinesische „Duan“ (chinesisch 段, Pinyin duàn – „Abschnitt, Grad, Rangstufe, Sektion“) verwendet. Es besteht aus neun Dan-Stufen, dem ein Tiersymbol einer bestimmten Farbe zugeordnet ist. Die Grundstufen-Dan (1. bis 3. Dan, blauer, weißer und goldener Adler) sind für Wushu-Schüler mit mehrjähriger Erfahrung. Die Mittelstufen-Dan (oder Leistungsstufen-Dan) (4. bis 6. Dan, blauer, weißer und goldener Tiger) sind für Wushu-Praktizierende, die bereits unterrichten dürfen und mindestens 10 Jahre lang regelmäßig Wushu gelernt haben. Ab dem 5. Dan muss der wissenschaftliche Einsatz auf dem Gebiet der Wushu-Forschung nachgewiesen werden, z. B. durch Veröffentlichungen. Die Oberstufen-Dan (7. bis 9. Dan, blauer, weißer und goldener Drache) werden nur an sehr erfahrene Lehrer bzw. Meister mit überdurchschnittlichen Leistungen vergeben. Ab dem 7. Dan darf sich der Lehrende „Großmeister“ nennen. Ein 10. Dan wird im chinesischen System nicht vergeben.

## Verwandte Themen
- Kyū-Grad – Schülergrad
- Neben dem Dan gibt es weitere Ehrentitel im Budō.